# Новая Александровка (Житомирская область)
Но́вая Алекса́ндровка (укр. Нова Олександрівка) — село на Украине, находится в Бердичевском районе Житомирской области.
Код КОАТУУ — 1820880902. Население по переписи 2001 года составляет 52 человека. Почтовый индекс — 13352. Телефонный код — 4143. Занимает площадь 0,451 км².

## Адрес местного совета
13352, Житомирская область, Бердичевский р-н, с.Великие Низгорцы, ул.Серватнюкив, 8